# Sérgio Sasaki
Sérgio Yoshio Sasaki Júnior (São Bernardo do Campo, 31 marzo 1992) è un ginnasta brasiliano.

## Palmarès

### Giochi panamericani
- 1 medaglia:
  - 1 oro (Guadalajara 2011 a squadre)

### Campionati panamericani
- 9 medaglie:
  - 2 ori (San Juan 2013 nel cavallo con maniglie; Mississauga 2014 nel volteggio)
  - 5 argenti (Guadalajara 2010 a squadre; Guadalajara 2010 nel volteggio; Medellín 2012 nel cavallo con maniglie; Medellín 2012 nella sbarra; Mississauga 2014 nella sbarra)
  - 2 bronzi (San Juan 2013 nelle parallele simmetriche; Mississauga 2014 a squadre)

### Giochi sudamericani
- 6 medaglie:
  - 3 ori (Medellín 2010 a squadre; Santiago 2014 nel volteggio; Santiago 2014 nella sbarra)
  - 3 argenti (Medellín 2010 nel volteggio; Santiago 2014 a squadre; Santiago 2014 nell'all-around)